# 巨嘴拟啄木鸟属
巨嘴拟啄木鸟属（学名：Semnornis）是䴕形目的一个小属，仅包含厚嘴拟啄木鸟和巨嘴拟啄木鸟两个物种，本属此前被归类为美洲拟啄木鸟科，但目前被世界鸟类学家联合会归类为单独的巨嘴拟啄木鸟科（学名：Semnornithidae）。